# Sopky (okres Chust)
Sopky, ukrajinsky Сопки, jsou částí obce Lozjanskyj, v Mižhirské vesnické komunitě, v okresu Chust, v Zakarpatské oblasti Ukrajiny. V roce 2025 zde žilo 295 obyvatel.